# Ada Vox
Ada Vox, nombre artístico de Adam Sanders (17 de mayo de 1993), es una drag queen, compositora, y vocalista estadounidense que compitió en la decimosexta temporada de American Idol y fue finalista en la primera temporada de Queen of the Universe.

## Carrera
Sanders compitió como Ada Vox en la decimosexta temporada de American Idol y fue finalista en la primera temporada de Queen of the Universe. Audicionó para American Idol cada temporada desde los 16 años, y fue eliminada durante la Semana de Hollywood en la duodécima temporada. Ha sido descrita como la primera competidora drag queen y finalista en la historia del programa.

## Vida personal
Sanders nació y se crio en San Antonio, donde asistió a la escuela secundaria South San Antonio. También ha vivido en Hollywood y Dallas. Ha sido víctima de "acoso incesante en línea sobre su apariencia y sexualidad".